# Cúp Nile Basin CECAFA
Cúp Nile Basin CECAFA, hay CECAFA Nile Basin Winners' Cup, là một giải bóng đá cấp câu lạc bộ tổ chức bởi CECAFA với sự tham gia của các câu lạc bộ đến từ Đông và Trung Phi. Thông báo thành lập giải đấu này được đưa ra vào tháng 5 năm 2014, với mùa giải đầu tiên diễn ra ở Sudan từ 23 tháng 5 đến 4 tháng 6 năm 2014.

## Các đội vô địch trước đây

### Chung kết
| Năm  | Quốc gia | Vô địch             | Tỉ số | Á quân          | Quốc gia | Chủ nhà |
| ---- | -------- | ------------------- | ----- | --------------- | -------- | ------- |
| 2014 | Uganda   | Victoria University | 2–1   | A.F.C. Leopards | Kenya    | Sudan   |

### Nhà vô địch và á quân
| Câu lạc bộ          | Số lần vô địch | Số lần á quân | Năm vô địch | Năm á quân |
| ------------------- | -------------- | ------------- | ----------- | ---------- |
| Victoria University | 1              | 0             | 2014        |            |
| A.F.C. Leopards     | 0              | 1             |             | 2014       |

### Theo quốc gia
| Quốc gia | Số lần vô địch | Số lần á quân | Câu lạc bộ vô địch |
| -------- | -------------- | ------------- | ------------------ |
| Uganda   | 1              | 0             | 1                  |
| Kenya    | 0              | 1             | 0                  |